# Poziom głośności
Poziom głośności – wielkość będąca porównawczą miarą głośności dźwięku w odniesieniu do głośności tonu wzorcowego, wyrażona w fonach.
Poziom głośności dowolnego dźwięku w fonach jest liczbowo równy poziomowi ciśnienia akustycznego tonu o częstotliwości 1000 Hz, który brzmi jednakowo głośno jak ten dźwięk. Zmieniając częstotliwość badanych tonów można wyznaczyć krzywe jednakowego poziomu głośności dla słuchu ludzkiego, czyli izofony. Dźwięki o tej samej liczbie fonów wywołują to samo wrażenie głośności, ale nie muszą być to dźwięki identyczne w sensie barwy.
Korzystając z poziomu głośności można ocenić czy dany dźwięk jest cichszy, czy głośniejszy od innego, ale nie można stwierdzić ilukrotnie (fonów jako miary logarytmicznej nie można sumować arytmetycznie). Aby określić ile razy głośniej dany dźwięk jest słyszany od innego, należy skorzystać z subiektywnej liniowej skali głośności, wyrażonej w sonach.